# Arno (chanteur)
Pour les articles homonymes, voir Arno.
Arno, nom de scène d'Arnold Hintjens, parfois aussi surnommé Arno Tjens, est un chanteur et acteur belge, né le 21 mai 1949 à Ostende et mort le 23 avril 2022 à Bruxelles. Trilingue, il a d'abord surtout chanté en anglais avant de privilégier le français et parfois le flamand. Parfois surnommé « Le Tom Waits belge » en raison de sa voix brisée, il a, au cours de sa carrière longue de cinq décennies, marqué la scène rock belge.
Iconoclaste et attachant, il fait de sa belgitude un art majeur qui a marqué la musique européenne par sa pudeur, ses textes touchants, parfois empreints de naïveté, et son sens de l’absurde. Il conserve toute sa carrière une image d’artiste décalé et provocateur, revendiquant sa liberté. Il aime à se présenter comme « lesbienne » et déclare n’avoir « rien à foutre » de la politique.

## Biographie

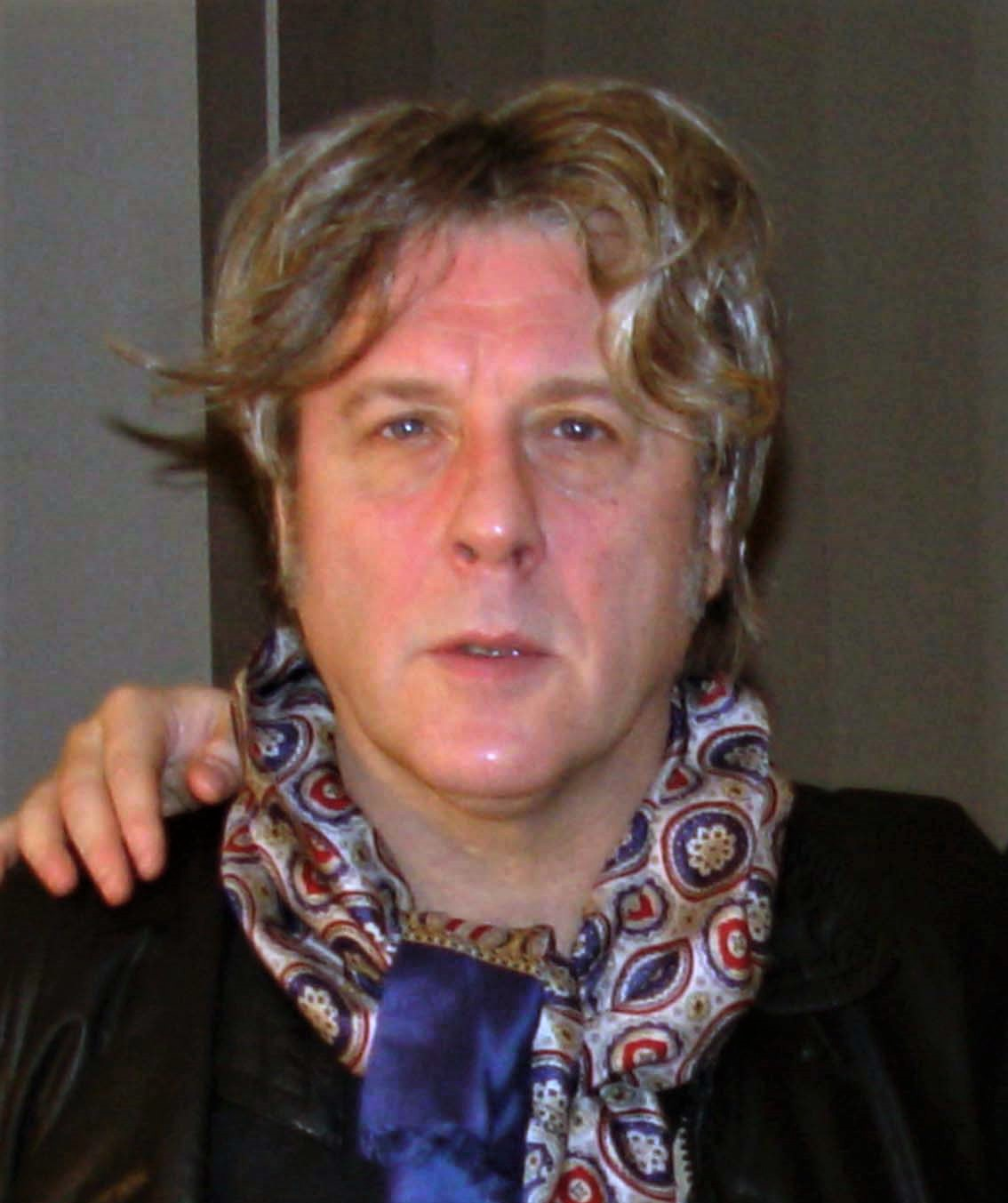
Arno en 2005.

### Jeunesse
Arnold Charles Ernest Hintjens voit le jour à Ostende le 21 mai 1949. Il a des racines anglaises et françaises, dont des réfugiés ayant fui le nazisme ; il a expliqué que le père de sa grand-mère était anglais et le père de son autre grand-mère était français,.
De grands-parents musiciens, il s’intéresse au jazz et à la chanson française dès son enfance et est attiré par les planches : sa mère, grande fan de Juliette Gréco mais aussi de rock 'n' roll, l'emmenait au Music-Hall le week-end et il découvrit le rock vers l'âge de 8 ans avec One Night with You d'Elvis Presley. Cet engouement musical est confirmé par la suite avec Like a Rolling Stone de Bob Dylan. Il débute la musique à l’âge de 16 ans. Les disques de blues importés d'Angleterre l'ont notamment inspiré. Son père, aviateur et mécanicien dans l'aéronautique, est plutôt littérature américaine, et s’intéresse également beaucoup à la politique.
Arno choisit d'abord le métier de cuisinier (il a d'ailleurs été cuisinier pour Marvin Gaye lorsque celui-ci a résidé avec son fils à Ostende au début des années 1980). En 1967, à 18 ans, il quitte le lycée et voyage en Europe : il chante en mode hippie sur les plages de Saint-Tropez, rejoint les provos à Amsterdam, chante dans les îles grecques et même à Katmandou.

### Carrière
En 1968 ou 1969 selon les sources, Arno, alors totalement inconnu, donne son premier concert lors d’un festival d’été au vélodrome d’Ostende,. En 1970, à 21 ans, il rejoint, sous le surnom « Arno Tjens » et en tant qu’harmoniciste, le groupe Freckleface, avec pour autres membres Paul Decoutere (guitares ; surnommé Paul Couter), Paul Vandecasteele (basse ; surnommé Paul Mary Alfred) et Jean Lamoot (batterie ; surnommé Ian « tepnol » Lamoot), et dont le seul album, qui est autoproduit, sort en 1972.
Puis, en 1974, il forme en duo avec Paul Decoutere le groupe Tjens Couter, qui sort un premier album en 1975, intitulé Who cares ?. En 1977, le groupe s’élargit avec l’arrivée de Rudy Cloet (batterie) et Ferre Baelen (basse), et sort en 1978 l’album Plat du jour. Ce second album contient, sur sa pochette, la mention T.C. Band, en plus de nom du groupe Tjens Couter.
Le groupe, appelé TC Band depuis 1977, change de nom en 1980, à la suite de l’arrivée de Serge Feys (claviers), pour devenir TC Matic,. Mais rapidement, Decouter est remplacé par Jean-Marie Aerts, un autre guitariste, qui restera l'un des compagnons de route d'Arno. En 1981 sort le premier album du groupe, au titre éponyme. La chanson Oh la la la c'est magnifique marque le premier succès commercial d'Arno. En 1982 sort le deuxième album L'Apache, puis le troisième album Choco en 1983, sur lequel on retrouve l'inoubliable Putain Putain, l'hymne européen façon TC Matic, et enfin le dernier album Yé-Yé en 1985, sur lequel figure Elle adore le noir (pour sortir le soir). Le groupe, considéré comme un des plus novateurs du rock européen de cette époque, effectue des tournées qui traversent régulièrement la Scandinavie, l'Angleterre, la France, la Belgique, les Pays-Bas ou l'Allemagne. Cette même année, le groupe assure la première partie de la tournée européenne du groupe écossais Simple Minds, qui est alors au sommet de sa popularité, mais TC Matic se sépare cependant quelques mois plus tard,.
Avec la séparation du groupe, Arno se lance en 1986 dans une carrière solo, d'abord dans le label Virgin, il signe ensuite sur Delabel. Il se fait connaître en France du grand public à la suite de sa participation à la bande originale du film Merci la vie (1990) de Bertrand Blier.
En 1991, on retrouve Arno sur différents projets parallèles à sa carrière solo : il participe à l’album de sa compagne Marie-Laure Béraud ; avec le bluesman belge Roland Van Campenhout, et le musicien Adriano Cominotto, il forme le groupe Charles et les Lulus, qui ne dure pas longtemps. L'unique album de ce projet, enregistré en une semaine et en prise directe, est un disque de blues, sur lequel se retrouvent quelques reprises de Dixon, Rufus Thomas ou encore Sonny Boy Williamson.
En février 1993, il sort l’album Idiots savants, enregistré à Nashville, qui est disque d’or en Belgique. On y retrouve son premier grand tube en solo, qui est une reprise d’Adamo : Les Filles du bord de mer. Le 16 février 1994, c'est sur la scène de l'Élysée-Montmartre qu'Arno fait une escale parisienne.
La même année, Arno effectue une nouvelle aventure collective avec Arno et les Subrovnicks. Entouré d'anciennes connaissances comme Adriano Cominotto (ex-Lulu) ou Rudy Cloet (ex-TC Matic), mais aussi de Geoffrey Burton et François Garny, il enregistre l'album Water dans le sud-ouest de la France.
En 1995, il sort l’album À la française, qui est son premier uniquement en français. Si l’album contient des reprises de Brel, Ferré ou Couture, c’est surtout le titre Les Yeux de ma mère qui le transforme en superstar sur le territoire français.
De Charles et les Lulus, Arno passe à Charles and the White Trash European Blues Connection en 1998. Au sein de ce nouveau groupe occasionnel où on retrouve le guitariste Geoffrey Burton, il offre un album entre blues et rock et dont les reprises, désormais habituelles dans son répertoire, vont cette fois des Kinks à Nina Simone.
Il a également été acteur : en 1996, dans le film Camping Cosmos, de Jan Bucquoy, où il joue le rôle de Harry, un sauveteur gay qui reste indifférent aux avances de Madame Vandeputte, la femme du propriétaire du camping, jouée par la pulpeuse Lolo Ferrari, qui incarne une caricature de Pamela Anderson ; en 1997, dans Alors voilà de Michel Piccoli ; en 2006, dans Komma, de Martine Doyen, où il tient le rôle principal ; en 2008, dans le film J'ai toujours rêvé d'être un gangster de Samuel Benchetrit, où il joue une scène avec Alain Bashung.

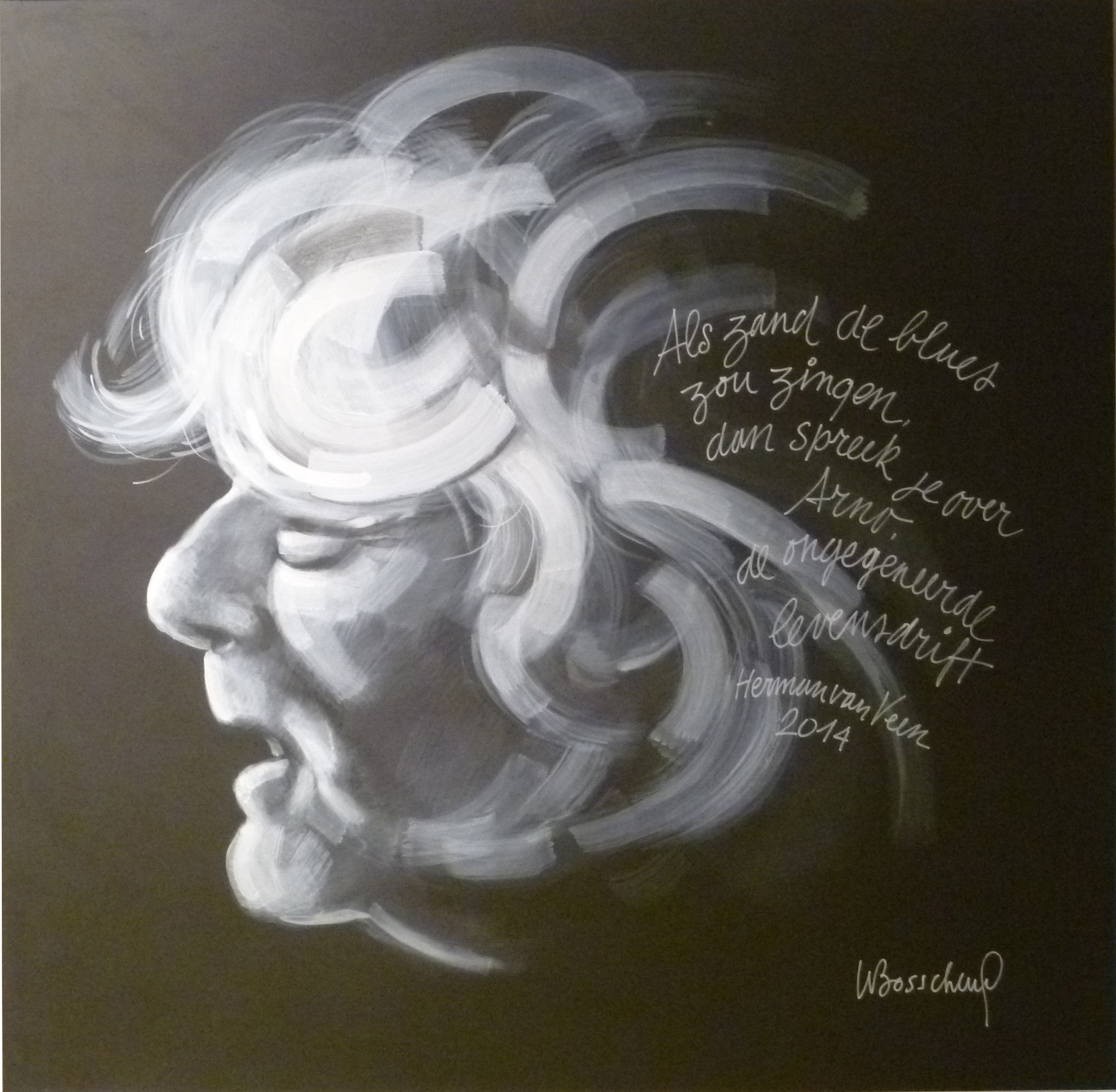
Arno (2014) par le peintre belge Willy Bosschem.

Chantant en français, en anglais et en flamand, il est connu pour sa voix brisée à la Tom Waits et ses textes touchants, parfois empreints de naïveté. Ses chansons ont fréquemment été des succès, généralement limités toutefois à un public d'initiés, malgré une presse spécialisée souvent enthousiaste (Putain putain, Bathroom Singer, Elle adore le noir, Les Yeux de ma mère, Je veux nager, Chic et pas cher). Il a un peu abandonné l'anglais au cours du temps, mais sa musique reste un vaste mélange, l'accordéon y côtoyant la guitare électrique.
Au cours de sa carrière, Arno s'est fait une spécialité de reprises originales et décalées qui lui ont ouvert un public plus large. Des standards francophones : Les Filles du bord de mer d'Adamo, Le Bon Dieu de Jacques Brel, Comme à Ostende de Jean-Roger Caussimon et Léo Ferré, Elisa de Serge Gainsbourg, Sarah de Georges Moustaki, Pauvres Diables (Vous les femmes) de Julio Iglesias (dans la B.O. du film Les Garçons et Guillaume, à table ! de Guillaume Gallienne). D'autres anglophones : Mother's Little Helper des Rolling Stones, Knowing Me, Knowing You d'ABBA, Get Up, Stand Up de Bob Marley et Peter Tosh (toutes les trois jouées de façon beaucoup plus lente), Roadhouse Blues de The Doors en concert). Voire les deux : le medley Jean Baltazaarrr, La Fille du Père Noël/Jean Genie de Jacques Dutronc/David Bowie, avec Beverly Jo Scott).
C'est sur scène qu'il prend sa vraie dimension, comme en témoignent ses albums en concert À la française, sorti en 1997, et Live in Brussels, en 2005, où l'on trouve des interprétations des Yeux de ma mère.
En 2004, Arno publie son album French Bazaar, son deuxième entièrement en français, qui est bien accueilli et reçoit en 2005 la Victoire de la musique du « meilleur album pop-rock ». Il contient notamment le titre Chic et pas cher.
En 2006 a lieu la sortie de l’album Tribute to Arno (putain, putain, une tribu pour Arno), où des artistes lui rendent hommage.
Par la suite, il enregistre un nouvel album, Jus de box, qui sort en janvier 2007, qui contient notamment Mourir à plusieurs. L’année suivante, il sort également Covers Cocktail, une compilation de ses reprises, plus un inédit, I Want to Break Free de Queen.
Dernier album sorti de son vivant, Santeboutique, qu'il définit comme le fruit d'une prise de recul sur le passé, sort le 13 septembre 2019.

### Maladie et mort

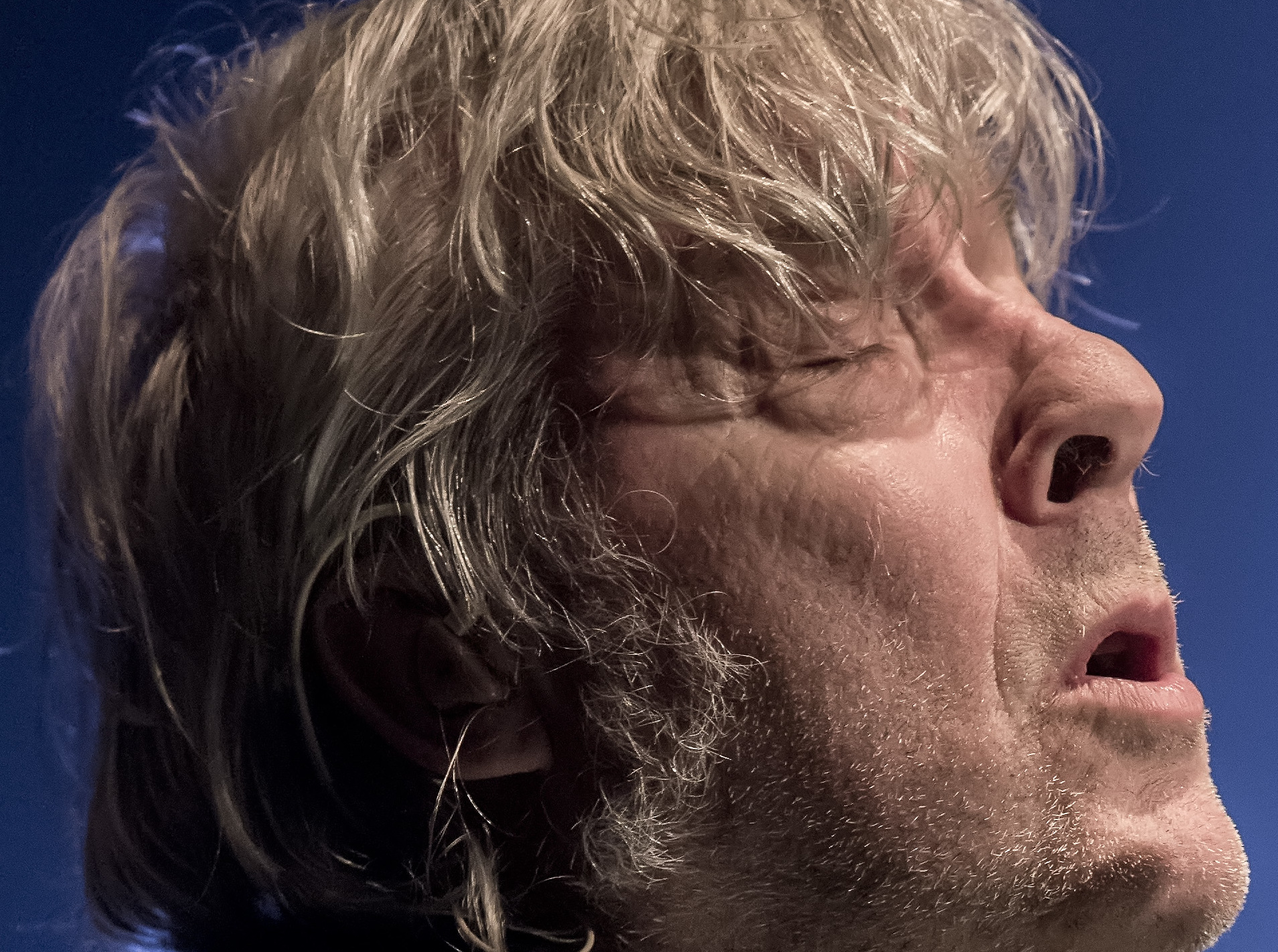
Arno lors d'un concert, fin 2017

En février 2020, Arno annonce reporter une série de concerts en France, Suisse et Pays-Bas en raison d'un cancer du pancréas diagnostiqué en novembre 2019,. Il reprend la scène en juillet 2020.
En mars 2021, après être allé au studio ICP d’Ixelles avec Sofiane Pamart, il sort l’album Vivre, au titre évocateur, sur lequel ce dernier l'accompagne au piano. En avril, son ancien comparse Paul Decoutere, qui ouvrait en janvier 2020 ses trois concerts à l’Ancienne Belgique, meurt d’un cancer, à l’âge de 72 ans. En juillet 2021, le site web de la salle de concert parisienne Le Trianon, où Arno devait se produire le 1er décembre, annonce que ce dernier annule tous ses concerts jusqu'à la fin de l’année. « Sur recommandation de ses médecins, il prend une pause de plusieurs mois pour se reposer et retrouver la forme » explique le communiqué. À l'automne, sentant sa fin proche, il exprime le vœu d'encore enregistrer un album et de donner ses derniers concerts  à l'Ancienne Belgique et à Ostende. Le 11 mars 2022, il donne son ultime spectacle à Ostende.
Le 21 février 2022, il est reçu au palais royal de Bruxelles par le roi Philippe, qui salue « une icône de la scène musicale belge ».
Il meurt le 23 avril 2022 des suites de sa maladie,,, à l'âge de 72 ans. Conformément à son souhait, il est crématisé, et ses cendres sont répandues le 14 mai 2022 en mer du Nord au large d'Ostende.
Le 25 avril, la Commission européenne rend hommage à Arno, « l'un des plus grands artistes belges ».
Opex, album posthume, sera commercialisé le 30 septembre 2022,.

## Discographie

### Classement dans les hit-parades
| Année | Album               | Position             | Position               | Position             |
| Année | Album               | Drapeau de la France | Drapeau de la Belgique | Drapeau de la Suisse |
| ----- | ------------------- | -------------------- | ---------------------- | -------------------- |
| 1986  | Arno                | -                    | -                      | -                    |
| 1988  | Charlatan           | -                    | -                      | -                    |
| 1990  | Ratata              | -                    | -                      | -                    |
| 1993  | Idiots savants      | -                    | -                      | -                    |
| 1995  | À la française      | -                    | 24                     | -                    |
| 1999  | À poil commercial   | 71                   | 27                     | -                    |
| 1999  | European Cowboy     | -                    | 26                     | -                    |
| 2002  | Arno Charles Ernest | 26                   | 3                      | 90                   |
| 2004  | French Bazaar       | 16                   | 4                      | 60                   |
| 2007  | Jus de box          | 22                   | 3                      | 48                   |
| 2010  | Brussld             | 31                   | 6                      | 62                   |
| 2012  | Future Vintage      | 35                   | 4                      | -                    |
| 2016  | Human Incognito     | 29                   | 6                      | -                    |

### Compilations et albums en public
| Année | Album                       | Position             | Position               | Position             |
| Année | Album                       | Drapeau de la France | Drapeau de la Belgique | Drapeau de la Suisse |
| ----- | --------------------------- | -------------------- | ---------------------- | -------------------- |
| 1992  | Tracks From the Story       | -                    | -                      | -                    |
| 1997  | En concert (à la française) | -                    | -                      | -                    |
| 1997  | Give Me the Gift            | -                    | -                      | -                    |
| 2000  | Le Best of Arno             | -                    | 6                      | -                    |
| 2005  | Live in Brussels            | 109                  | 13                     | -                    |
| 2008  | Covers Cocktail             | 46                   | 30                     | -                    |
| 2009  | Best of 3 cd                | -                    | 34                     | -                    |
| 2023  | Les duettes                 |                      |                        |                      |

### Autres projets

#### En solo sous le pseudonyme de Charles (son deuxième prénom)
- 1991 : Charles et les Lulus
- 1998 : Charles and the White Trash European Blues Connection

#### Avec Freckleface
- 1972 : Freckleface

#### Avec Tjens Couter
- 1975 : Who Cares
- 1978 : Plat du jour
- 1978 : Singles 1975-1980
- 1991 : If It Blows (Let It Blow) - A Complication

#### Avec TC Matic
- 1981 : TC Matic
- 1982 : L'Apache
- 1983 : Choco
- 1985 : Yé Yé
- 2000 : Compil Complet ! - double-CD
- 2003 : The Essential

#### Avec les Subrovniks
- 1994 : Arno & the Subrovniks - Water

#### AvecSofiane Pamart
- 2021 : Vivre (reprises du répertoire d'Arno, version piano/voix)

### Singles
- 1986 : Forget the Cold Sweat
- 1986 : Yooh
- 1988 : Bathroom Singer
- 1988 : Jive to The Beat
- 1990 : Lonesome Zorro
- 1990 : Whoop That Thing
- 1993 : Les Filles du bord de mer
- 1993 : Dancing Inside My Head
- 1993 : Vive ma liberté
- 1994 : Boogie Woogie into Town
- 1994 : À eux je montre mon derrière
- 1995 : Elle pense à lui (CharlÉlie Couture/CharlÉlie Couture)
- 1995 : Comme à Ostende
- 1995 : Seul
- 1995 : 3 Titres Inédits
- 1995 : Les Yeux de ma mère
- 1995 : Je ne veux pas être grand
- 1996 : 2 Versions Inédites
- 1997 : Martha ma douce
- 1997 : I'm not myself
- 1999 : Jean Baltazaarrr (avec Beverly Jo Scott)
- 1999 : Dans mon lit
- 1999 : Le EP
- 1999 : Cry Like a Man
- 2000 : Ils ont changé ma chanson (avec Stephan Eicher)
- 2000 : À poil commercial
- 2000 : Oh la la la (avec TC Matic)
- 2000 : Fantastique
- 2002 : Lola etc.
- 2002 : Hey Sister
- 2002 : Honky Tonk avec Reggie
- 2004 : Françoise
- 2004 : 40 ans
- 2004 : Chic & pas cher
- 2005 : Fais gaffe

### VHS/DVD
- 1999 : Arno comme les hommes : portrait intimiste réalisé par Marc Dixon, sorti sur supports VHS et DVD.
- 2005 : Live in Brussels, en DVD.
- 2016 : Arno - Dancing Inside My Head : portrait intimiste réalisé par Pascal Poissonnier.

### Autres collaborations
- 1986 : Arno compose et enregistre avec son groupe lors des sessions de son premier album un EP comprenant les morceaux I Don't Play The Game Your Way et Time It Was pour Reggie[46].
- 1987 : harmonica sur The Rope's Around Your Neck et Mannish Boy de La Muerte (album Every Soul By Sin Oppressed).
- 1990 : Pull-over blanc de Graziella de Michele (album Diversion pour les 10 ans de Virgin France)
- 1994 : harmonica sur Mannish Boy de La Muerte (album live Raw).
- 1995 : Arno interprète des titres de la version néerlandaise du film Toy Story de Pixar : Je bent een vriend van mij, Vreemde Dingen, Vliegen doe ik nooit et You've Got A Friend In Me.
- 1998 : La La La (album hommage à Jacques Brel Aux Suivants)
- 1999 : Jean Baltazaarrr (La Fille du Père Noël / The Jean Genie, avec Beverly Jo Scott)
- 2000 : Ils ont changé ma chanson (avec Stephan Eicher)
- 2001 : harmonica sur l'album Survivant de Starflam
- 2001 : reprise de Be-Bop-A-Lula de Gene Vincent sur Ma chanson d'enfance
- 2002 : Sarah (album hommage à Serge Reggiani Autour de Serge Reggiani)
- 2003 : Elle adore le noir, en duo avec Axelle Red sur le disque de duos de son coffret Axelle Red
- 2005 : Mirza (album hommage à Nino Ferrer On dirait Nino)
- 2006 : sortie d'un album hommage à Arno avec entre autres Têtes raides, Magyd Cherfi, Rodolphe Burger, Cali, DJ Zebra et Uminski
- 2006 : I don't need a hip, I don't need a hop avec le rappeur Faf Larage (compilation Dis l'heure Hip Hop Rock)
- 2007 : Hellelujah du groupe The Experimental Tropic Blues Band : harmonica sur les titres Twice Blues et Dry Whisky.
- 2007 : C'est quand qu'on rigole de Mell, duo sur le titre Le Trou noir
- 2008 : Ersatz de Julien Doré, duo sur le titre De mots
- 2009 : Just as You Are en duo avec Yael Naim (Around Robert Wyatt, album hommage à Robert Wyatt produit par l’Orchestre national de jazz)
- 2011 : Putain putain remixé et en duo sur scène avec Stromae
- 2011 : L'un n'empêche pas l'autre de Brigitte Fontaine, en duo sur les titres Supermarket et Inadaptée
- 2013 : Pauvre diable de Julio Iglesias, sur la bande originale du film de Guillaume Gallienne Les Garçons et Guillaume, à table !
- 2013 : Between Up and Down, sur l'album The Fall du groupe belge Yew
- 2014 : Ma gonzesse sur l'album hommage à Renaud La Bande à Renaud 2
- 2017 : Lèche-bottes blues en duo et à l'harmonica avec Eddy Mitchell sur son album La Même Tribu

## Filmographie

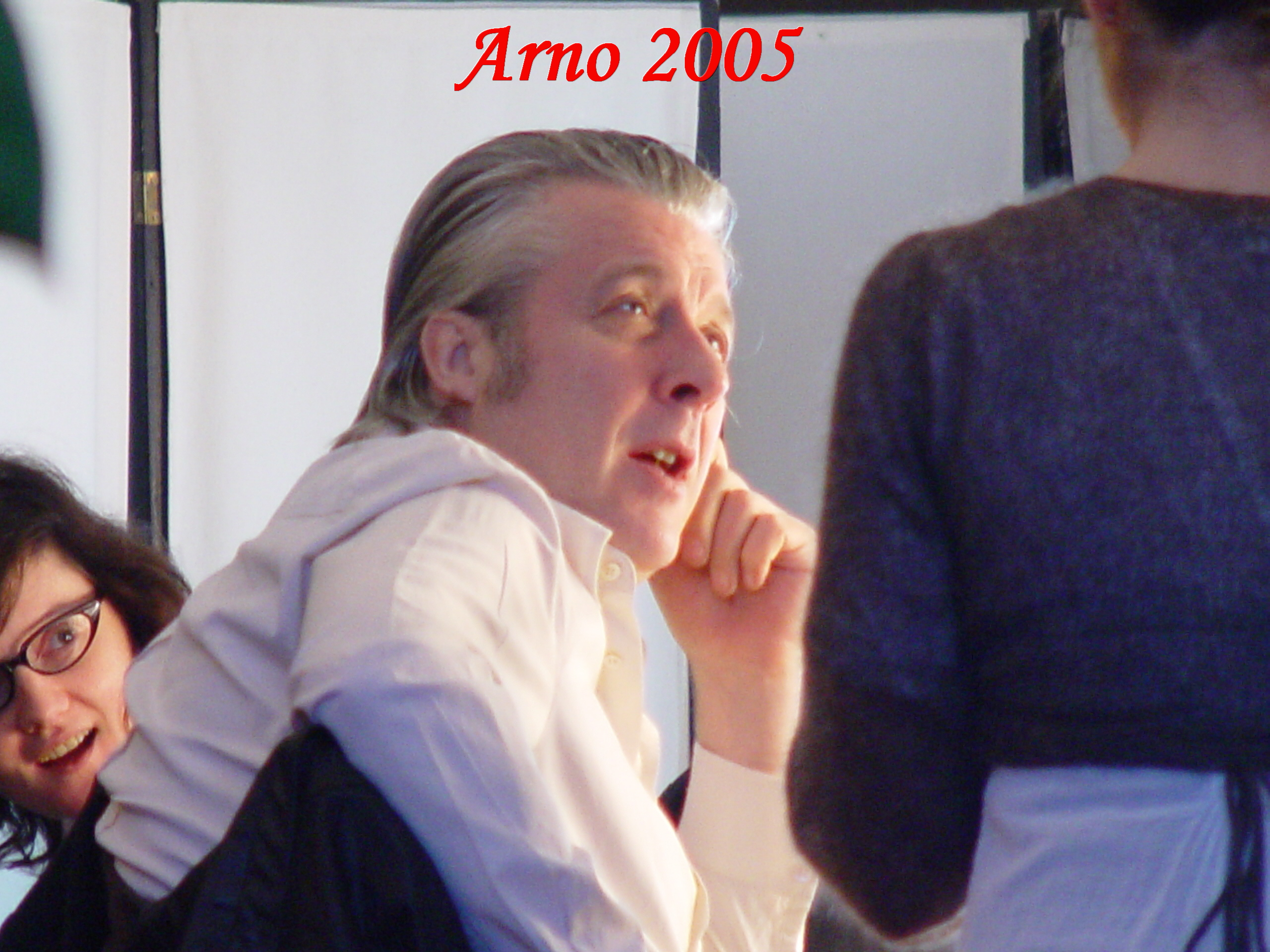
Arno en 2005 sur le tournage de Komma.

- 1987 : Skin de Guido Henderickx : Chico
- 1996 : Camping Cosmos de Jan Bucquoy
- 1997 : Alors voilà de Michel Piccoli
- 1998 : Surveiller les tortues d'Inès Rabadán
- 2006 : Komma de Martine Doyen
- 2007 : Ex Drummer de Koen Mortier
- 2007 : Parade nuptiale d'Emma Perret
- 2008 : J'ai toujours rêvé d'être un gangster de Samuel Benchetrit
- 2009 : Petites Vacances à Knokke-le-Zoute d'Yves Matthey
- 2014 : Le Goût des myrtilles de Thomas de Thier
- 2015 : Préjudice d'Antoine Cuypers
- 2022 : Yuku et la Fleur de l'Himalaya de Rémi Durin et Arnaud Demuynck : le Rat

## Distinctions
- Grand Prix du disque de la chanson française (Charles Ernest) : 2002
- Music Industry Awards Lifetime Achievement Award le 6 février 2019[47][réf. non conforme]
- Il a reçu cinq fois l'Humo's Pop Poll Award du meilleur chanteur belge[48]
- Festival du film d'Ostende Lifetime Achievement Award le 6 mars 2022[49],[50]

## Décorations
- Chevalier de l'ordre des Arts et des Lettres le 30 janvier 2002[51]
- Citoyen d'honneur de la ville de Bruxelles le 22 septembre 2017[52]
- Citoyen d'honneur de la ville d'Ostende le 1er mai 2018[53],[54]
- Officier de l'ordre de la Couronne le 18 mars 2022[55]